# Bundesverband Deutscher Gewichtheber
Der Bundesverband Deutscher Gewichtheber e. V. (BVDG) ist der Dachverband der deutschen Gewichtheber.

## Geschichte
Der BVDG wurde im Jahr 1969 gegründet und von der International Weightlifting Federation (IWF) anerkannt. Entsprechend der Anzahl der Bundesländer wurde auch der BVDG in 16 untergeordnete Verbände gegliedert, welche den direkten Kontakt zu den Vereinen und damit zu den Athleten halten. Der BVDG geht letztlich auf den 1891 gegründeten Deutschen Athletenverband (DAV) zurück, der später in Deutscher Athletik-Sport-Verband (DASV) umbenannt wurde. Daneben ist 1905 der Arbeiter-Athletenbund Deutschlands (AABD) entstanden, der 1933 verboten wurde. In der jungen Bundesrepublik wurden bis zur Gründung des BVDG die Interessen der Gewichtheber vom 1949 entstandenen Deutschen Athleten-Bund (DAB) wahrgenommen. Zeitweilig gehörte zur Interessenvertretung des BVDG auch der Kraftdreikampf.
In der DDR wurde am 27. April 1958 der Deutsche Gewichtheber-Verband (DGV) gegründet, der auch für Kraftsport und Bodybuilding zuständig war. Dessen Landesverbände sind am 30. September 1990 dem BVDG beigetreten, die Sparten Kraftsport und Bodybuilding waren bereits vorher ausgegliedert worden und bildeten den damaligen Deutschen Kraftsport- und Bodybuilding Verband e. V. (DKBV).

## Landesverbände
Folgende Landesverbände sind Mitglied im BVDG (Stand: 2020):
- Baden-Württembergischer Gewichtheberverband e. V. (BWG)
- Bayerischer Gewichtheber- und Kraftsportverband e. V. (BGKV)
- Berliner Gewichtheber- und Kraftsportverband e. V. (BGKV)
- Brandenburgischer Gewichtheber- und Fitnessverband e. V. (BGFV)
- Bremer Gewichtheberverband e. V. (BGV)
- Hamburger Gewichtheber-Verband e. V.
- Hessischer Athleten-Verband e. V. (HAV)
- Gewichtheber- und Kraftsportverband Mecklenburg-Vorpommern e. V. (GKMV)
- Niedersächsischer Gewichtheber Verband e. V. (NGV)
- Gewichtheberverband Nordrhein-Westfalen e. V.
- Gewichtheberverband Rheinland-Pfalz e. V. (GVRLP)
- Saarländischer Gewichtheber Verband e. V. (SGV)
- Verband für Gewichtheben, Kraftdreikampf und Fitness Sachsen e. V. (VGKF Sachsen)
- Verband für Gewichtheben, Kraftdreikampf und Fitness Sachsen-Anhalt e. V. (VGKF Sachsen-Anhalt)
- Gewichtheber-Verband Schleswig-Holstein von 1982 e. V. (GVSH)
- Thüringer-Athleten-Verband e. V. (TAV)

## Wettbewerbe
Folgende Wettbewerbe werden unter dem Dach des BVDG ausgetragen:
- Die 1. Bundesliga im Gewichtheben, sowie die 2. Bundesliga
- Deutsche Meisterschaften der Männer, Frauen, Junioren und Jugend

### Ligastruktur
| Ebene                                             | Leistungsklasse                              |
| ------------------------------------------------- | -------------------------------------------- |
| Bundesebene (organisiert vom BVDG)                |                                              |
| 1                                                 | 1. Bundesliga 9 Mannschaften                 |
| 2                                                 | 3 Staffeln der 2. Bundesliga 21 Mannschaften |
| Landesebene (organisiert von den Landesverbänden) |                                              |
| 3                                                 | Regional-/Oberligen                          |
| 4+                                                | Oberligen Landesligen Bezirksligen           |

Die Bundesligen werden vom BVDG organisiert und die unteren Ligen von den jeweiligen Landesverbänden. In den einzelnen Bundesländern können die Strukturen voneinander abweichen, so existieren zum Beispiel sowohl Regional- als auch Oberligen als dritthöchste Leistungsklassen.

## Organe
Der BVDG hat seinen Hauptsitz in Leimen (Baden), wo sich auch das Bundesleistungszentrum für Gewichtheben befindet.
Präsident ist seit dem 5. Dezember 2020 Florian Sperl, der am 26. Juni 2022 mit Stimmrecht auch in das Executive Board des Weltverbandes IWF gewählt wurde. Als Vizepräsidenten des BVDG fungieren Thomas Rieger für den Bereich Sport, Daniela Jantzen für den Bereich Finanzen und Verwaltung, Carsten Diemer für den Bereich Jugend und Dennis Eichner für den Bereich Bundesliga. Der Vorstand wird komplettiert durch Simon Brandhuber als Athletenvertreter. Bundestrainer ist Almir Velagic, Sportdirektor Frank Mantek. Die Geschäftsstellenleitung des BVDG wird von Marco Rehmer ausgeführt.
Als Veröffentlichungsorgan des BVDG fungiert die verbandseigene Website. Davor erschienen offizielle Bekanntmachungen des Verbandes in der Fachzeitschrift Athletik.

## Nationalkader
Der aktuelle Senioren-Nationalkader umfasst derzeit folgende Athletinnen und Athleten (Stand: Juli 2022): Simon Brandhuber, Matthäus Hofmann, Max Lang, Jon Luke Mau, Nico Müller (Olympiakader), Sabine Kusterer, Nina Schroth, Lisa Marie Schweizer.